# Roland A. Müller
Roland A. Müller (* 22. Mai 1963 in Zürich) ist ein Schweizer Verbandsmanager. Seit 2013 ist er Direktor des Schweizerischen Arbeitgeberverbands. Er ist Rechtsanwalt und Titularprofessor an der Universität Zürich für Obligationen-, Arbeits- und Sozialversicherungsrecht.

## Leben
Roland A. Müller wuchs in Zürich auf. Nach der Matura (Typus B) studierte er an der rechtswissenschaftlichen Fakultät der Universität Zürich, wo seine arbeitsrechtliche Dissertation («Die einvernehmliche Beendigung des Arbeitsverhältnisses») im Jahr 1990 mit summa cum laude bewertet und schliesslich mit dem Walther Hug Preis ausgezeichnet wurde. Nach dem Erwerb des Rechtsanwaltspatents des Kantons Zürich 1992 und längeren Studienaufenthalten am Institut für Arbeitsrecht und Arbeitsbeziehungen in der Europäischen Gemeinschaft der Universität Trier, habilitierte sich Müller an der Universität Zürich mit einer Studie zur (betrieblichen) Arbeitnehmervertretung. Von 1992 bis 2000 arbeitete Müller beim ASM Arbeitgeberverband der Schweizer Maschinenindustrie (heute Swissmem), zunächst als Verbandssekretär, später als Bereichsleiter Arbeitgeberfragen (Geschäftsleitungsmitglied). Seit 1996 ist er nebenamtlicher Arbeitsrichter am Arbeitsgericht Zürich. Seit 1999 lehrt er an seiner Alma Mater, zuerst als Privatdozent, seit 2005 als Titularprofessor (für einen Auszug seiner umfangreichen Publikationstätigkeit im nationalen und europäischen Arbeits- und Sozialversicherungsrecht: siehe 3 Werk). Zwischen 2000 und 2007 war Müller in der Geschäftsleitung beim Schweizerischen Versicherungsverband für das Ressort Personenversicherungen zuständig. Er ist zudem seit 2013 Direktor des Schweizerischen Arbeitgeberverbands in Zürich. Zuvor zeichnete er selbenorts während sechs Jahren in der Geschäftsleitung als Ressortleiter Sozialpolitik und Sozialversicherung verantwortlich. Müller ist Mitglied des Verwaltungsrats und des Verwaltungsausschusses der SUVA, Mitglied des Verwaltungsrats und des Prüfungs- und Personal-Ausschusses (PPA) von compenswiss sowie Mitglied der Tripartiten Kommission des Bundes für die Flankierenden Massnahmen (TPK) und der Eidgenössischen Kommission für Wirtschaftspolitik. Seit 2018 ist er zudem Professor für Obligationen-, Arbeits- und Sozialversicherungsrecht an der Kalaidos FH Law School in Zürich.
Müller ist Mitglied der FDP. Er ist verheiratet und Vater von vier Kindern.

## Kontroversen
Aufmerksamkeit erlangte er 2025 schweizweit mit seiner Aussage, dass der Lohn eines in Vollzeit arbeitenden Arbeitnehmers nicht zwingend zum existenzsichernden Leben reichen müsse. Ein "rein existenzsichernder Lohn" sei "nicht die Aufgabe der Arbeitgeber". Irgendwo höre es auf. Für die Aussage erntete er breite Kritik.

## Werk

### Arbeitsrecht
- Dissertation (Auszeichnung mit dem Walther Hug Preis, 1992): Müller, Roland A.: Die einvernehmliche Beendigung des Arbeitsverhältnisses, in: Schriften zum schweizerischen Arbeitsrecht, Bd. 33, Bern 1991.
- Habilitationsschrift: Müller, Roland A.: Die Arbeitnehmervertretung, in: Schriften zum schweizerischen Arbeitsrecht, Bd. 43, Bern 1999.

#### Kommentare/Textausgaben/Bücher
- Rehbinder, Manfred / Müller, Roland A.: Arbeitsgesetz, 5. Aufl., Zürich 1998.
- Müller, Roland A.: Arbeitsgesetz, 6. Aufl., Zürich 2001.
- Müller, Roland A., in: Geiser, Thomas/von Kaenel, Adrian/Wyler, Rémy (Hg.): Arbeitsgesetz/Loi sur le travail (Art. 11, 15, 15a ArG), Bern, 2005.
- Müller, Roland A.: Arbeitsgesetz, 7. Aufl., Zürich 2009.
- Müller, Roland A. / Maduz, Christian: Arbeitsgesetz, 8. Auflage, Zürich 2017.
- Müller, Roland A. / Maduz, Christian: Arbeitsrecht plus Verweise (Textausgabe), 7. Aktualisierte Auflage, Zürich 2017.
- Müller, Roland A. / Maduz, Christian: Arbeitsrecht plus Verweise (Textausgabe), 8. Aktualisierte Auflage, Zürich 2019.
- Portmann, Wolfgang / Müller, Roland A.: Arbeitsrecht. In a nutshell, Zürich, 2019.
- Stöckli, Jean-Fritz / Müller, Roland A.: Berner Kommentar, Bd. VI/2/2/3, Art. 356–360, Bern 2020. (In Arbeit)

#### Rezensionen
(für die SJZ und ArbR und ARV)
- Kommentar zum Schweizerischen Zivilgesetzbuch. V. Band: Obligationenrecht – Teilband V 2c: Der Arbeitsvertrag, Art. 319–362 OR. Bearbeitet von Adrian Staehlin und Frank Vischer. Herausgegeben von Peter Gauch und Jörg Schmid. XVII, 1246 Seiten (Zürich 1996. Schulthess.); in: SJZ (1997), S. 306f.
- Rudolph, Roger: Stellenbewerbung und Datenschutz. Schriften zum schweizerischen Arbeitsrecht, Heft 40. XXVII; in: SJZ (1998), S. 145f.
- Weber-Scherrer, Margrit: Rechtliche Aspekte der Information zwischen den Arbeitsvertragsparteien. Schriftenreihe zum Obligationenrecht, Bd. 60, Zürich 1999; in: SJZ 96 (2000), Nr. 11, S. 281f.
- Stöckli, Jean-Fritz: Berner Kommentar, Band VI/2/2/3, Gesamtarbeitsvertrag und Normalarbeitsvertrag, Art. 356–360 OR, Bern 1999; in: ArbR (2000), S. 180ff.
- Stöckli, Jean-Fritz: Betriebliche Arbeitnehmervertretung im schweizerischen und europäischen Recht, in: RdA 2001, Sonderbeilage Heft 5, S. 5ff; in: ArbR (2002), S. 129ff.
- Portmann, Wolfgang: Der Aufhebungsvertrag im Individualarbeitsrecht, FS Honsell, Zürich 2002, S. 355ff; in: ArbR (2003), S. 140f.
- Gerber, Simon: Die Scheinselbständigkeit im Rahmen des Einzelarbeitsvertrages. Schriftenreihe des Forschungsinstitutes für Arbeit und Arbeitsrecht an der Universität St. Gallen, Bd. 25, Bern/Stuttgart/Wien 2003; in: ARV (2003), S. 231f.
- Harder, Wolfgang: Freie Mitarbeiter/Freelancer/Scheinselbständige – Arbeitnehmer, Selbständige oder beides?, in: ArbR 2003, S. 69ff.: in: ArbR (2004), S. 148ff.
- Bundesgerichtsentscheid 4C.168/2003 vom 17. Oktober 2003 (Sozialplan); in: ARV (2004), S. 88ff.
- Portmann, Wolfgang: Auswirkungen von Gewerkschaftsfusionen auf Gesamtarbeitsverträge. Eine Studie mit rechtsvergleichenden Hinweisen, FS Kramer 2004, S. 791ff.; in: ArbR (2005), S. 172ff.
- Reiter, Catherine: Die Mitteilung an das kantonale Arbeitsamt im Rahmen von Massenentlassungen, in: Arbeitsgericht Zürich (Hg.): Entscheide des Arbeitsgerichtes Zürich 2004, S. 67ff.; in: ArbR (2006), S. 211ff.
- Streiff, Ullin/von Kaenel, Adrian: Arbeitsvertrag. Praxiskommentar zu Art. 319–362 OR, 6. Aufl., Zürich/Basel/Genf 2006; in: ARV (2006), S. 196.
- Bundesgerichtsentscheid BGE 133 III 213, 4C.401/2006 vom 12. Februar 2007 (Sozialplan); in: ARV (2007), S. 156ff.
- Stauffer, Hans-Ulrich: Kurzarbeits-, Schlechtwetter-, Insolvenzentschädigung und Präventivmassnahmen, BJM (1998), S. 169–201; in: ArbR (1999), S. 177ff.
- Bürgi, Jörg: EKAS: Schonzeit am 1.1.2000 abgelaufen!, in: TREX (2000), S. 38ff.; in: ArbR (2001), S. 196ff.
- BGE 126 V 212; in: ARV (2001), S. 32ff.
- Widmer, Dieter: Die Sozialversicherung in der Schweiz, 3., ergänzte und verbesserte Auflage, Zürich 2001, 293 Seiten (Schulthess); in: ARV (2001), S. 60.
- Urteil des EVG, I. Kammer, vom 20. April 2001 (C 322/99); in: ARV (2001), S. 108f.

#### Kommentare
- Müller, Roland A., in: Geiser, Thomas/Gächter, Thomas/Schneider, Jacques-André (Hg.): Kommentar zum BVG und FZG (Art. 89a – 89d BVG und Art. 25a – 25f FZG), Bern, 2009.
- Müller, Roland A./Bollier, Gertrud E. in: Thomas/Gächter, Thomas/Schneider, Jacques-André (Hg.): Kommentar zum BVG und FZG (Art. 89a – 89d BVG und Art. 25a – 25f FZG), Bern, 2019.